# Fatih, Sultanbeyli
Fatih là một xã thuộc huyện Sultanbeyli, tỉnh Istanbul, Thổ Nhĩ Kỳ.